# Santuario della Celletta
Il santuario della Celletta, dedicato alla Beata Vergine Maria, si trova al limitare dell'abitato di Argenta (arcidiocesi di Ravenna, sulla strada statale 16 Adriatica in direzione di Ravenna.

## Storia e descrizione
Nel 1490 fu costruita, in seguito al voto fatto da un abitante, a poca distanza dal Po di Primaro, una piccola cappella chiamata dagli abitanti Celletta.
Il santuario odierno però fu innalzato per far fronte al crescente numero di fedeli che accorrevano in seguito a un'apparizione mariana, avvenuta secondo la tradizione nel 1606. 
La progettazione del santuario venne affidata all'architetto argentano Marco Nicolò Balestri e, alla sua morte, fu portata a termine da Giovan Battista Aleotti. L'edificio fu lasciato indenne dal grave terremoto di Argenta del 1624.
Ha pianta ellittica con elementi classicheggianti. Fu gravemente danneggiato nel 1945 e restaurato nel 1954.

## L'Apparizione mariana
Una coppia di coniugi di San Biagio, nel 1490, scampò da un nubifragio dopo aver invocato la Vergine. In segno di ringraziamento per la grazia ricevuta, fecero erigere una cappella, in un luogo distante circa 170 metri dal santuario attuale.
Verso l'anno 1513 l'interno fu abbellito da un affresco del Garofalo (attualmente conservato nel Museo civico di Argenta) che raffigura Maria seduta col Bambino.

La cappella divenne presto nota come «Celletta» e divenne luogo di visite e devozioni. L'immagine del Garofalo fu ritoccata nel 1605 da un pittore argentano, Nicolò Balestri, che aggiunse due angeli alati in atto di sorreggere una corona sul capo di Maria.
Fu il 5 giugno 1606 la Vergine apparve a Sigismonda Conti, una contadina del luogo, il cui marito Lorenzo Valdegrani, da tempo ammalato, era misteriosamente guarito pochi giorni prima. Quando si sparse la notizia della miracolosa apparizione, il culto e l'afflusso dei fedeli aumentò a dismisura. Per iniziativa delle autorità cittadine fu costruito un nuovo santuario in un luogo poco distante (quello che vediamo oggi).